# Tesch & Stabenow
De firma Tesch & Stabenow (kort Testa genoemd) was marktleider op het gebied van bestrijdingsmiddelen in de periode 1924-1945 in Duitsland in het gebied ten oosten van de Elbe.
Testa distribueerde Zyklon B, een bestrijdingsmiddel. De werking van Zyklon B is gebaseerd op cyanide, dus is het ook dodelijk voor mensen. Dat is de reden dat het alleen met een waarschuwende geurstof verkocht mocht worden in Duitsland. Het bedrijf leverde in de Tweede Wereldoorlog Zyklon B aan de SS in onder meer het vernietigingskamp Auschwitz-Birkenau. In de vernietigingskampen werd het vanaf 1941 ingezet om mensen te doden. Twee directeuren van Testa werden voor hun bijdrage aan deze misdaad ter dood veroordeeld. Het bedrijf Testa werd na de Tweede Wereldoorlog voortgezet totdat het fuseerde in 1979 met Heerdt-Lingler GmbH (HeLi).

## Bedrijfshistorie
De firma Tesch & Stabenow werd kort na 1924 in Hamburg opgericht. Ze kreeg een vergunning om met behulp van blauwzuurgas insecten in opslagplaatsen, magazijnen en silo's te bestrijden. In 1928 verhuisde de firma naar het Hamburger Ballinhaus, dat later Meßberghof werd genoemd.
In 1925 werd de firma de enige distributeur en gebruiker van Zyklon B voor de firma Degesch in het gebied ten oosten van de Elbe. In 1927 trad Stabenow uit de firma; Dr. Bruno Tesch was nu voor 45 % eigenaar, Degesch nam deel voor 55 %; in juni 1942 werd hij de enige eigenaar.
In toenemende mate leverde Testa aan het Duitse leger. Dr. Tesch zelf onderrichtte in 1941 de SS in Sachsenhausen in het gebruik van bestrijdingsmiddelen. Vanaf 1941 verkocht Testa Zyklon B aan de vernietigingskampen Auschwitz-Birkenau, Majdanek, Sachsenhausen, Ravensbrück, Stutthof, Neuengamme, Groß-Rosen en Dachau. De hoogste omzet in het blauwzuurgas was in het jaar 1943.
De firma werd na 1947 weer onder de oude naam Testa voortgezet, ze had wisselende eigenaren en bleef in Hamburg tot het jaar 1979.
In 1979 fuseerde Testa met Heerdt-Lingler GmbH (HeLi) met kapitaal van Degesch.

## Strafvervolging
Op 3 september 1945 arresteerden de Britten Bruno Tesch, directeur Karl Weinbacher en medewerker Joachim Drosihn. Zij werden voor een militair tribunaal gebracht omdat ze met medeweten van het misdadige doel Zyklon B geleverd hadden aan de vernietigingskampen. Een andere medewerker verklaarde zelfs dat Dr. Bruno Tesch deze toepassing zelf aan de SS had voorgesteld.
Tesch en Weinbacher werden in het Curiohaus proces ter dood veroordeeld. Zij werden op 16 mei 1946 in Hameln ter dood gebracht. Drosihn werd vrijgesproken.

## Herdenking
Op het Curiohaus is een plaat gemonteerd dat het proces beschrijft tegen de SS-leden die verantwoordelijk waren voor het KZ Neuengamme. Testa wordt niet genoemd op deze plaat; Zyklon B wordt er tweemaal op genoemd.

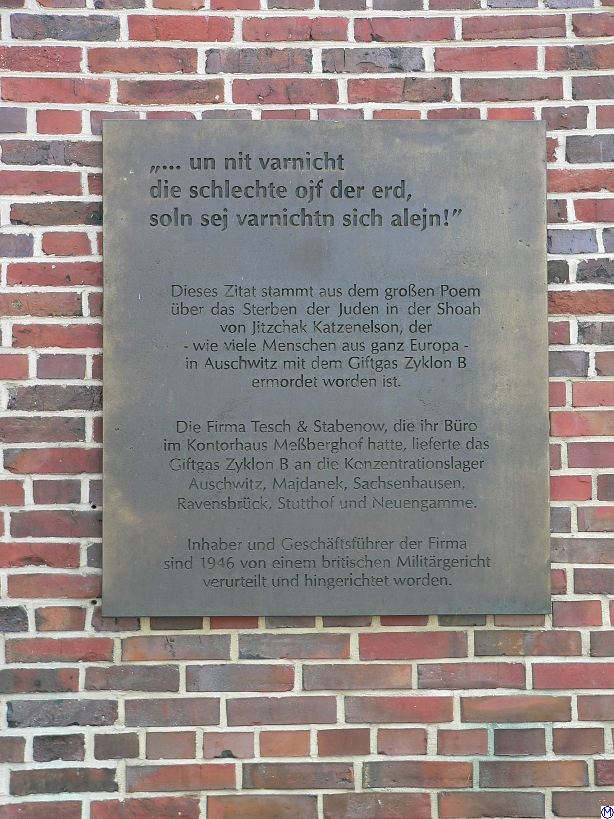
Herdenkingsplaat op Curiohaus

Pas in 1992 werd een herdenkingsplaat aangebracht op Meßberghof; pas na behandeling van procedures aangespannen door de eigenaar van de grond en de Deutsche Bank kon de plaat op 1 juni 1997 worden onthuld.